# Fremantle Football Club

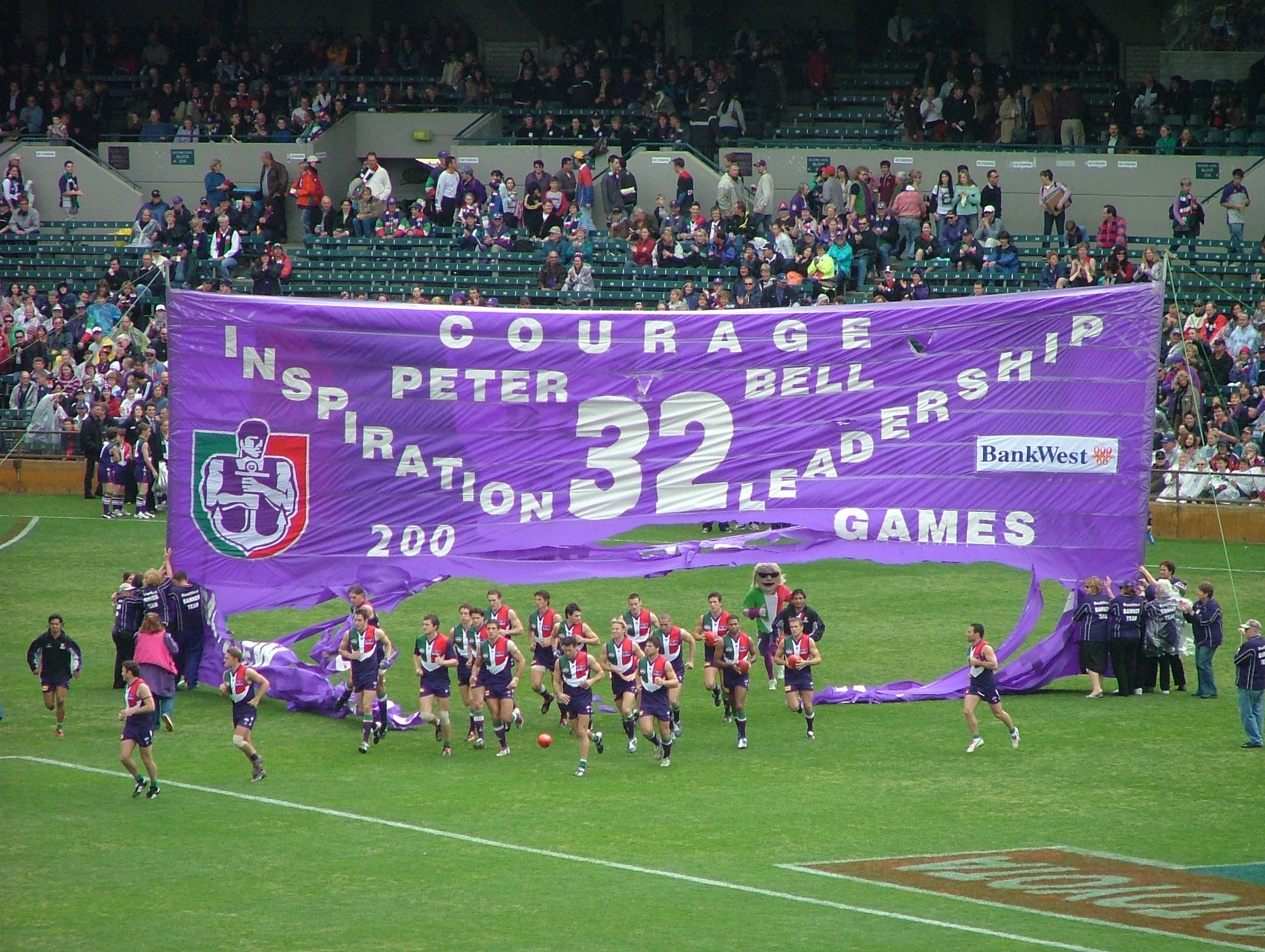
Die Fremantle Dockers beim Einlaufen ins Subiaco Oval 2004.

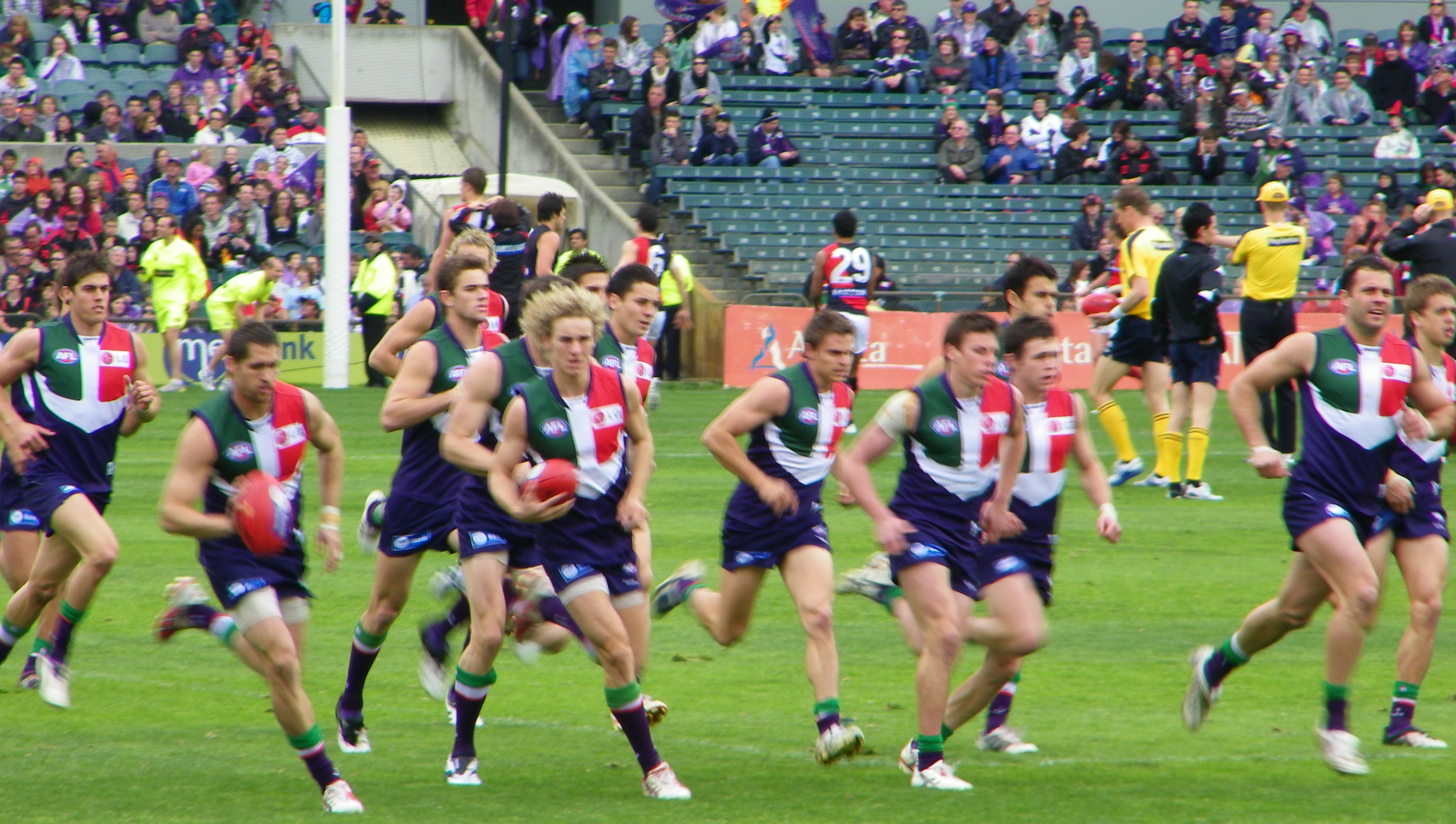
Fremantle-Spieler beim Aufwärmen.

Der Fremantle Football Club, auch als Fremantle Dockers bekannt, ist ein Australian Football Team aus Fremantle, einer Hafenstadt 20 Kilometer südwestlich von Perth, welches in der Australian Football League spielt. Heimstadion der Dockers ist das Optus Stadium in Burswood, einem Vorort von Perth. Die Vereinsfarben sind Lila und Weiß.  Aufgrund der geographischen Lage besteht eine Rivalität zwischen den Dockers und den West Coast Eagles, die ebenfalls aus Perth stammen. Bekanntester Spieler der Dockers ist Matthew Pavlich mit sechs Nominierungen für das All Australian Team, 279 absolvierten Spielen und 558 Goals.

## Geschichte
1993 begannen die Planungen für ein neues Australian Football Team an der Westküste, da diese Region in der AFL bisher nur mit den West Coast Eagles im Wettbewerb vertreten war. Das erste Training der neu gegründeten Dockers fand am 31. Oktober 1994 als Vorbereitung auf die Saison 1995 statt. Der Standort Fremantle wurde gewählt, um die reiche Geschichte des Australian Football in dieser Region zu würdigen, in der diese Sportart bereits seit 1880 betrieben wird.
Die erste Saison der Dockers endete mit acht Siegen und 14 Niederlagen auf dem 13. Tabellenrang. Es folgten weitere Jahre im unteren Tabellendrittel, ehe die Saison 2003 auf Rang fünf abgeschlossen wurde, was den Einzug in die Finals bedeutete. Hier musste man sich jedoch den Essendon Bombers bereits im Qualifying Final geschlagen geben. In den folgenden zwei Jahren wurden die Finals nur knapp verpasst, 2006 erreichten die Dockers aber erneut die Finals mit einem dritten Tabellenrang am Ende der regulären Saison. Dabei schaffte Fremantle neun Siege in Serie und mit 15 Saisonsiegen die beste Clubleistung bis zu diesem Zeitpunkt. In den Finals verlor man das erste Match gegen die Adelaide Crows, schaffte jedoch im Halbfinale den ersten Sieg gegen die Melbourne Demons und erreichte damit das Vorfinale um den Einzug ins Grand Final. Die Sydney Swans waren jedoch zu stark und besiegten die Dockers mit 35 Punkten Unterschied.
Nach einigen erfolglosen Jahren erreichte Fremantle 2010 als sechstbestes Team der regulären Saison erneut die Finals. In der ersten Runde besiegte man die favorisierten Hawthorn Hawks mit 30 Punkten Unterschied, im Halbfinale musste man sich jedoch den Geelong Cats deutlich mit 69 Punkten geschlagen geben. 2012 schafften die Dockers erneut den Sprung in die Finals, wo ihnen abermals ein Überraschungserfolg gegen den Ersten der regulären Saison, den Geelong Cats, gelang. Das anschließende Match gegen die Adelaide Crows wurde aber wieder verloren. 2013 gelang mit dem erstmaligen Einzug ins Grand Final der bisher größte Erfolg der Vereinsgeschichte. Dort unterlag Fremantle den Hawthorn Hawks allerdings mit 15 Punkten. 2015 gewannen die Dockers erstmals die Minor Premiership als bestes Team der Regular Season, scheiterten jedoch im Vorfinale abermals an Hawthorn.

## Erfolge
- Vizemeisterschaften (1): 2013
- Minor Premierships (1): 2015